# Chasing the Grail
Chasing the Grail je čtvrté studiové album heavy metalové kapely Fozzy. Bylo vydáno 26. ledna 2010. Na rozdíl od předešlých alb moc velký komerční úspěch nemělo.

## Seznam skladeb
1. "Under Blackened Skies"
2. "Martyr No More"
3. "Grail"
4. "Broken Soul"
5. "Let the Madness Begin"
6. "Pray for Blood"
7. "New Day's Dawn"
8. "God Pounds His Nails"
9. "Watch Me Shine"
10. "Paraskavedekatriaphobia (Friday the 13)"
11. "Revival"
12. "Wormwood"